# Кантер, Керем
Керем Кантер (тур. Kerem Kanter; род. 29 апреля 1995, Бурса, Турция) — турецкий профессиональный баскетболист, играющий на позиции тяжёлого форварда.

## Карьера
Керем Кантер, как и его старший брат Энес Кантер, переехал из Турции в США для получения образования. Своё обучение Керем начал в Wilbraham & Monson School, а затем перешёл в частную академию IMG в Брейдентон, штат Флорида.
Несмотря на серьёзное внимание колледжей к Кантеру, ему потребовалось много времени, чтобы решить, продолжить ли обучение в колледже или начать профессиональную карьеру. К тому времени, когда Керем выбрал продолжение обучения в колледже, большинство составов студенческих команд было заполнено, и Грин-Бей стала одной из немногих команд, которые могли его принять.
На последнем году обучения Кантер решил перейти в «Ксавье Маскитирс». В команде из Цинциннати Керем в среднем набирал 10,9 очка и 4,5 подбора, что помогло его команде выиграть регулярный сезон Big East.
Не став выбранным на драфте НБА 2018 года, Кантер подписал контракт с «Бурком». В 12 матчах чемпионата Франции Керем набирал в среднем 7,2 очка.
Сезон 2018/2019 Кантер заканчивал в «Дзукии». В составе команды Керем стал лучшим снайпером чемпионата Литвы, а также признавался «Самым ценным игроком» в феврале 2019 года и лучшим игроком 28 недели чемпионата Литвы.
В июле 2019 года продолжил карьеру в «Ховентут». В 13 матчах Еврокубка статистика Керема составила 6,8 очка и 3,8 подбора.
В ноябре 2019 года Кантер отказался ехать в Турцию на матч Еврокубка против «Дарюшшафаки» из-за опасений быть арестованным.
В сезоне 2020/2021 Кантер выступал за «Колоссос».
В августе 2021 года Кантер стал игроком «Шлёнска». В составе команды Керем стал чемпионом Польши.
В июне 2022 года Кантер перешёл в «Акита Нортерн Хэппинетс».

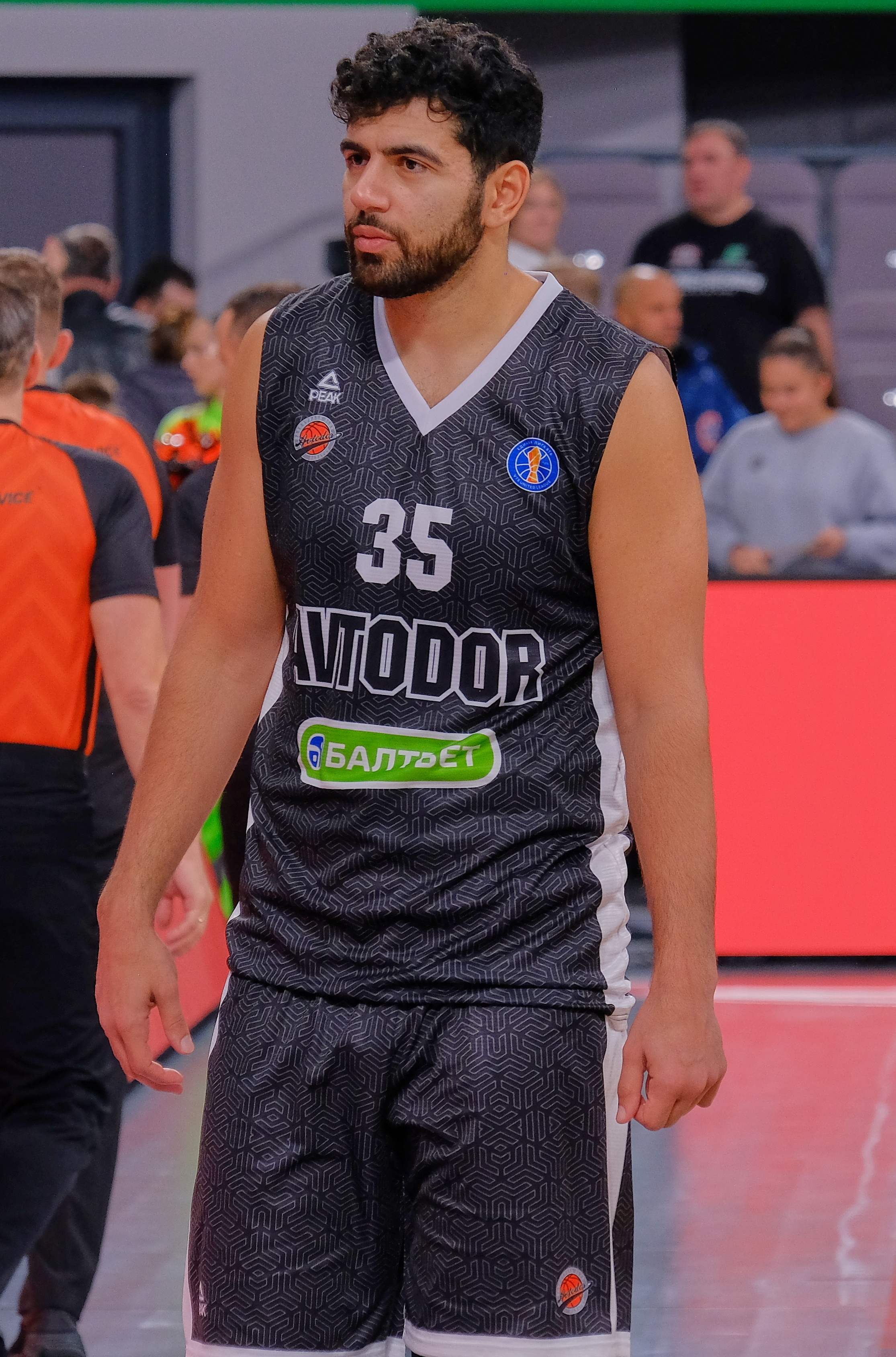
Керем Кантер в составе «Автодора»

В октябре 2024 года Кантер подписал контракт с «Автодором» сроком до 18 ноября с возможностью продления до конца сезона 2024/2025. По окончании действия краткосрочного контракта «Автодор» продлил контракт с Кантером.
В январе 2025 года Единая лига ВТБ предоставила Кантеру wild card для участия в «Матче всех звёзд». В этом матче Керем провёл на площадке 11 минут 1 секунду и набрал 5 очков, 2 подбора и 1 блок-шот.
В июне 2025 года Кантер продолжил карьеру в «Сеул Самсунг Тандерс».

## Сборная Турции
В 2013 году Кантер стал победителем чемпионата Европы (до 18 лет).

## Достижения

### Клубные
- Чемпион Польши: 2021/2022

### Сборная Турции
- Победитель чемпионата Европы (до 18 лет): 2013